# Josh Farro
 (mars 2010).
Si vous disposez d'ouvrages ou d'articles de référence ou si vous connaissez des sites web de qualité traitant du thème abordé ici, merci de compléter l'article en donnant les références utiles à sa vérifiabilité et en les liant à la section « Notes et références ».
Pour les articles homonymes, voir Farro (homonymie).
Joshua Neil Farro, dit Josh Farro, est un guitariste et chanteur américain né le 29 septembre 1987 à Voorhees dans le New Jersey. Il jouait en compagnie de son frère, Zac Farro, dans le groupe de musique pop/punk Paramore, en tant que guitariste et seconde voix.
Il a été influencé notamment par les artistes Jimmy Eat World, Sunny Day Real Estate, Death Cab for Cutie, John Mayer et James Taylor.
Il utilise, principalement, une Fender Telecaster 72 Deluxe et Mesa Boogie pour son amplificateur. Il utilise la distorsion de son amplificateur. Depuis 2009, il possède une Fender Telecaster Custom.
Josh Farro, ainsi que son frère Zac, décident de quitter le groupe en 2010. Ils jouent leurs dernier concert à Orlando, le 12 décembre 2010.

## Vie privée
Il a été en couple avec Hayley Williams, chanteuse du groupe Paramore. Leur relation prit fin en 2007.
Le 25 février 2010, il annonce son mariage avec Jenna Rice, qui a lieu officiellement le 3 avril 2010 au Tennessee. Taylor Swift a été invitée au mariage, et cet événement, ainsi que la relation amoureuse qu'avaient eu dans le passé Josh et Hayley Williams, chanteuse de Paramore, lui auraient inspiré le titre Speak Now.